# Listă de submarine austro-ungare

## Submarine austro-ungare

### Comandate
| U-boat  | Clasă | Lansare            | Comandat           | Sfârșit                                     | Note                             |
| ------- | ----- | ------------------ | ------------------ | ------------------------------------------- | -------------------------------- |
| SM U-1  | U-1   | 2 octombrie 1909   | 15 aprilie 1911    | Scos din uz în 1920                         |                                  |
| SM U-2  | U-1   | 3 aprilie 1909     | 22 mai 1911        | Scos din uz în 1920                         |                                  |
| SM U-3  | U-3   | 8 august 1908      | 12 septembrie 1909 | Scufundat pe 13 august 1915                 |                                  |
| SM U-4  | U-3   | 20 noiembrie 1908  | 29 august 1909     | Scos din uz în 1920                         |                                  |
| SM U-5  | U-5   | 10 februarie 1909  | 1 aprilie 1910     | Scos din uz în 1920                         |                                  |
| SM U-6  | U-5   | 12 iunie 1909      | 1 iulie 1910       | Sabordat pe 13 mai 1916                     |                                  |
| SM U-10 | U-10  | 29 ianuarie 1915   | 12 iulie 1915      | Minat la 9 iulie 1918; scos din uz în 1918  | fostul submarin german SM UB-1   |
| SM U-11 | U-10  | 4 aprilie 1915     | 20 iunie 1915      | Scos din uz în 1920                         | fostul submarin german SM UB-15  |
| SM U-12 | U-5   | 14 martie 1911     | 21 august 1914     | Scufundat la 12 august 1916                 | Recuperat și scos din uz în 1916 |
| SM U-14 | U-14  | 18 iulie 1912      | 1 iunie 1915       | Predat Franței în 1919; scos din uz în 1929 |                                  |
| SM U-15 | U-10  | aprilie 1915       | 6 octombrie 1915   | Scos din uz în 1920                         |                                  |
| SM U-16 | U-10  | 26 aprilie 1915    | 6 octombrie 1915   | Scufundat                                   |                                  |
| SM U-17 | U-10  | 21 aprilie 1915    | 6 octombrie 1915   | Scos din uz în 1920                         |                                  |
| SM U-20 | U-20  | 18 septembrie 1916 | 20 octombrie 1917  | Scufundat                                   | Epava recuperată în 1962         |
| SM U-21 | U-20  | 15 august 1916     | 15 august 1917     | Scos din uz în 1920                         |                                  |
| SM U-22 | U-20  | 27 ianuarie 1917   | 23 noiembrie 1917  | Scos din uz în 1920                         |                                  |
| SM U-23 | U-20  | 5 ianuarie 1917    | 1 septembrie 1917  | Scufundat la 21 februarie 1918              |                                  |
| SM U-27 | U-27  | 19 octombrie 1916  | 24 februarie 1917  | Scos din uz în 1920                         |                                  |
| SM U-28 | U-27  | 8 ianuarie 1917    | 26 mai 1917        | Scos din uz în 1920                         |                                  |
| SM U-29 | U-27  | 21 octombrie 1916  | 21 ianuarie 1917   | Scos din uz în 1920                         |                                  |
| SM U-30 | U-27  | 27 decembrie 1916  | 17 februarie 1917  | Dat dispărut după 31 martie 1917            |                                  |
| SM U-31 | U-27  | 28 martie 1917     | 24 aprilie 1917    | Scos din uz în 1920                         |                                  |
| SM U-32 | U-27  | 11 mai 1917        | 29 iunie 1917      | Scos din uz în 1920                         |                                  |
| SM U-40 | U-27  | 21 aprilie 1917    | 4 august 1917      | Scos din uz în 1920                         |                                  |
| SM U-41 | U-27  | 11 noiembrie 1917  | 19 februarie 1918  | Scos din uz în 1920                         |                                  |
| SM U-43 | U-43  | 8 aprilie 1916     | 30 iulie 1917      | Scos din uz în 1920                         | fostul submarin german SM UB-43  |
| SM U-47 | U-43  | 17 iunie 1916      | 30 iulie 1917      | Scos din uz în 1920                         | fostul submarin german SM UB-47  |

## Submarine germane care au operat sub drapel austro-ungar în Marea Mediterană
După ce Italia a intrat în Primul Război Mondial prin declarația de război adresată Austro-Ungariei la 23 mai 1915, Germania s-a simțit obligată prin tratat să sprijine Austro-Ungaria în atacuri împotriva navelor italiene, chiar dacă Germania și Italia nu erau încă oficial în război. Drept urmare, submarinele germane care operau în Marea Mediterană au primit numere și steaguri austro-ungare. În unele cazuri, aceleași numere austro-ungare au fost atribuite diferitelor submarine germane. După 28 august 1916, când Germania și Italia erau oficial în război, practica a continuat, în primul rând pentru a evita acuzațiile de utilizare necorespunzătoare a pavilionului. Practica s-a încheiat în mare măsură la 1 octombrie 1916, cu excepția câtorva submarine de dimensiuni mai mari, care au continuat să folosească numere austro-ungare. 
| Austro-Ungaria | Germania                           |
| -------------- | ---------------------------------- |
| SM U-7         | SM UB-7                            |
| SM U-8         | SM UB-8                            |
| SM U-9         | SM UB-3                            |
| SM U-18        | SM UB-14                           |
| SM U-19        | SM UB-15                           |
| SM U-24        | SM UC-12                           |
| SM U-25        | SM UC-13                           |
| SM U-26        | SM UB-14                           |
| SM U-33        | SM U-33                            |
| SM U-34        | SM U-34                            |
| SM U-35        | SM U-35                            |
| SM U-36        | SM U-21 SM U-47                    |
| SM U-37        | SM U-32                            |
| SM U-38        | SM U-38                            |
| SM U-39        | SM U-39                            |
| SM U-42        | SM UB-42                           |
| SM U-44        | SM UB-44                           |
| SM U-45        | SM UB-45                           |
| SM U-46        | SM UB-46                           |
| SM U-54        | SM UB-128                          |
| SM U-55        | SM UB-129                          |
| SM U-56        | SM UB-130                          |
| SM U-57        | SM UB-131                          |
| SM U-58        | SM UB-132                          |
| SM U-60        | SM UC-20                           |
| SM U-62        | SM UC-22                           |
| SM U-63        | SM UC-23 SM UC-63                  |
| SM U-64        | SM U-64                            |
| SM U-65        | SM U-65                            |
| SM U-66        | SM UB-66 SM UC-66                  |
| SM U-67        | SM UB-67                           |
| SM U-68        | SM UB-68                           |
| SM U-69        | SM UB-69                           |
| SM U-70        | SM UB-70                           |
| SM U-71        | SM UB-71                           |
| SM U-72        | SM UB-72                           |
| SM U-73        | SM UB-73                           |
| SM U-74        | SM UC-34                           |
| SM U-75        | SM UC-35                           |
| SM U-77        | SM UC-37                           |
| SM U-78        | SM UC-16 SM UC-38                  |
| SM U-79        | SM UB-48                           |
| SM U-80        | SM UB-49                           |
| SM U-81        | SM UB-50                           |
| SM U-82        | SM UB-51                           |
| SM U-83        | SM U-63 SM UB-52 SM UC-20 SM UC-23 |
| SM U-88        | SM UC-24                           |
| SM U-89        | SM UC-25                           |
| SM U-92        | SM UC-73                           |
| SM U-93        | SM UC-74                           |
| SM U-94        | SM UC-52                           |
| SM U-95        | SM UC-53                           |
| SM U-96        | SM UC-54                           |
| SM U-97        | SM UB-105                          |
| SM U-99        | SM UC-103                          |
| SM U-110       | SM UC-108                          |
| SM U-133       | SM UB-133                          |
| SM U-134       | SM UB-134                          |
| SM U-135       | SM UB-135                          |
| SM U-146       | SM UB-146                          |
| SM U-147       | SM UB-147                          |

## Vezi și
- Listă de submarine ale Imperiului German utilizate în Primul Război Mondial